# Fiat justitia et pereat mundus

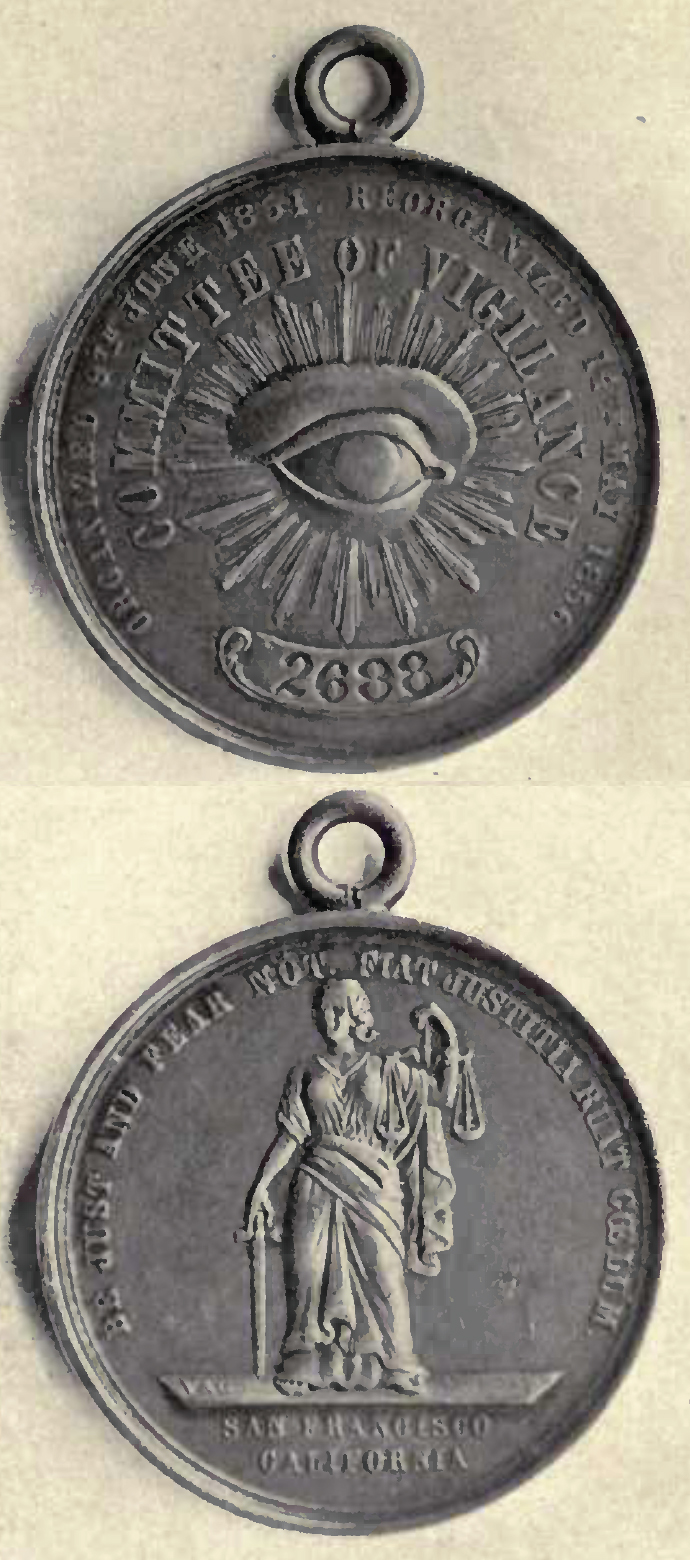
Медаль Комітету пильності Сан-Франциско 1856 року. Напис на звороті: «Fiat Justitia Ruat Coelum»

Fiat justitia et pereat mundus (фі́ат юсті́ціа ет пе́реат му́ндус) — латинський крилатий вислів, що дослівно перекладається так:
«Нехай здійсниться правосуддя і загине світ».
Більш літературний переклад:
«Нехай здійсниться правосуддя, хоч би загинув світ».
Вислів несе іронічне по відношенню до юристів забарвлення.
|                                                             | Про переваги і гарантії, які дає суд присяжних, я зовсім не буду згадувати — Але на світі існують затяті юристи, буквоїди, девіз яких: fiat justitia, pereat mundus! |
| — Ф. Енгельс, «Припинення „Kriminalistische Zeitung“», 1842 | |

У залежності від контексту, його можна тлумачити у різний спосіб:
- В ім'я правосуддя не слід ні перед чим зупинятися.
- Слід жертвувати всім заради справедливості.
- Прямолінійна послідовність шкідлива і непотрібна[1].

На думку філософа Л.Є. Балашова, його тлумачать двояко: в позитивному і критично-іронічному сенсах. У першому випадку ми маємо справу з абсолютизацією порядку взагалі. У другому — з нормальною реакцією розсудливих людей, що розуміють обмеженість цього «порядку взагалі» стосовно людського життя. «Різниця між буквою і духом закону заснована якраз на розходженні цих двох підходів до порядку».
Сенека, «Про гнів»

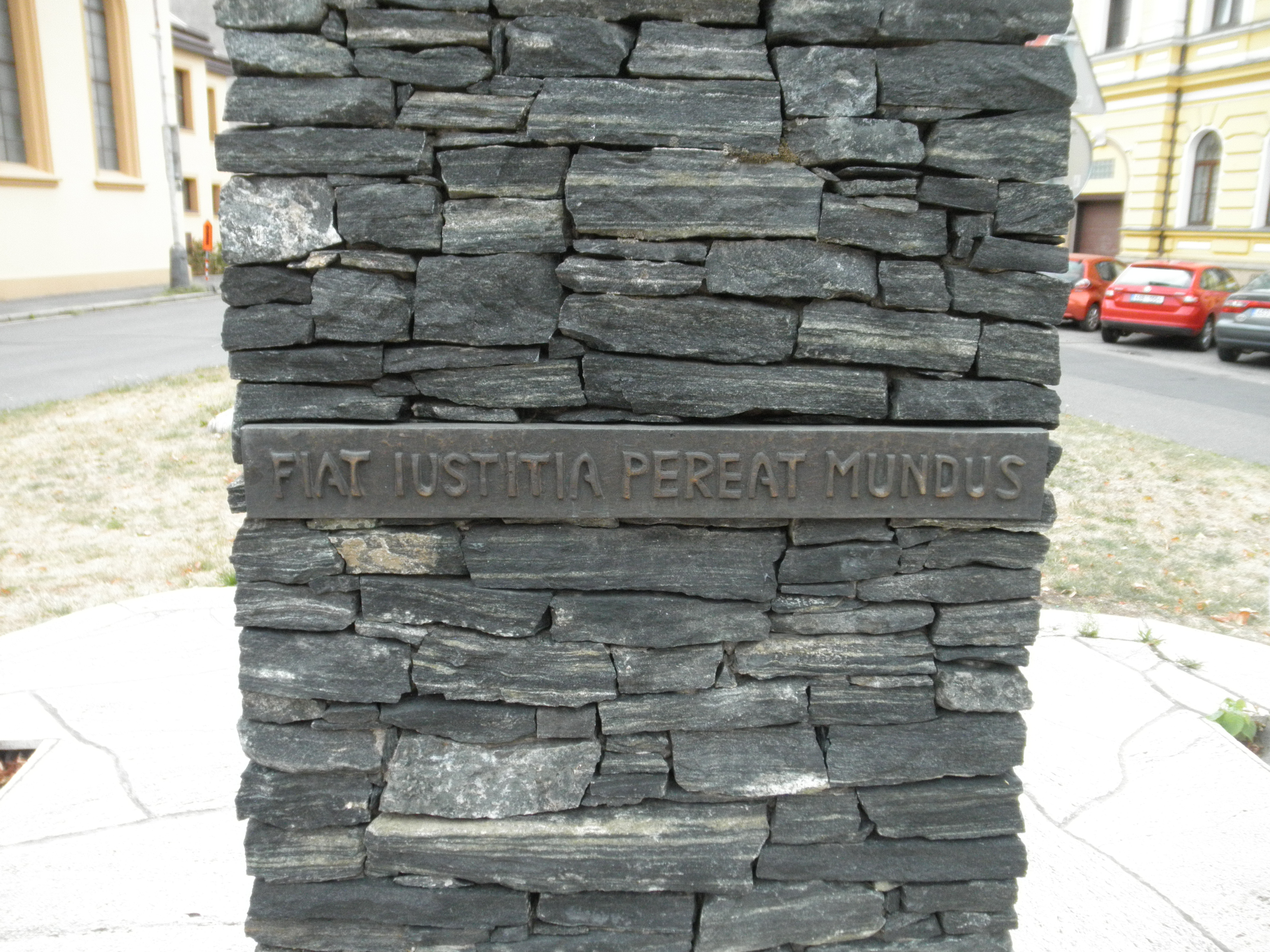
Фрагмент скульптури «Терези справедливості» в Коліні, Чехія. Слово «iustitia» в класичній орфографії

Вираз, відомий також у зворотньому прочитанні («Pereat mundus, fiat justitia»), приписується німецькому імператору Фердинанду I (1556–1564) за книгою Йоганна Манліуса «Loci communes» («Загальні теми») (1563), де наводиться як гасло самого імператора. Проте, в дещо іншому звучанні, її приписують Луцію Кальпурнію Пізону Цезоніну (римському консулу 58 року до н. е., тестеві Цезаря і ворогу Цицерона): «Fiat justitia ruat caelum» («Правосуддя повинно здійснитися, навіть якщо впадуть небеса»). Луція не слід плутати з Гнеєм Кальпурнієм Пізоном (консулом 23 року до н. е.) — який, щоправда, міг би залюбки підписатися під крилатим висловом (див. врізку). →
У часи Канта фраза вже набула популярності й поширення:
|                                          | Положення «Fiat iustitia, pereat mundus», яке можна перекласти як: «Нехай панує справедливість, якщо навіть від цього загинуть усі шахраї на світі», увійшло в побут як прислів'я. Звучить воно, правда, дещо зухвало, але воно істинне і становить собою сміливий принцип права, що відтинає всі манівці, второвані підступністю або силою. Не слід тільки помилково тлумачити його і розуміти як дозвіл користуватися своїм правом з усією строгістю (це суперечило б етичному обов'язку). Воно накладає на можновладців обов'язок нікому не відмовляти і нікого не обмежувати в його праві через неприязнь або співчуття до інших… Світ жодним чином не загине від того, що злих людей стане менше.Оригінальний текст (нім.) Der zwar etwas renommistisch klingende, sprichwörtlich in Umlauf gekommene, aber wahre Satz: fiat iustitia, pereat mundus, das heißt zu deutsch: "Es herrsche Gerechtigkeit, die Schelme in der Welt mögen auch insgesammt darüber zugrunde gehen, " ist ein wackerer, alle durch Arglist oder Gewalt vorgezeichnete krumme Wege abschneidender. Rechtsgrundsatz; nur daß er nicht mißverstanden und etwa als Erlaubnis, sein eigenes Recht mit der größten Strenge zu benutzen (welches der ethischen Pflicht widerstreiten würde), sondern als Verbindlichkeit der Machthabenden, niemandem sein Recht aus Ungunst oder Mitleiden gegen andere zu weigern oder zu schmälern, verstanden wird; wozu vorzüglich eine nach reinen Rechtsprinzipien eingerichtete innere Verfassung des Staats, dann aber auch die der Vereinigung desselben mit andern benachbarten oder auch entfernten Staaten zu einer (einem allgemeinen Staat analogischen) gesetzlichen Ausgleichung ihrer Streitigkeiten erfordert wird. — Dieser Satz will nichts anders sagen als: die politische Maximen müssen nicht von der aus ihrer Befolgung zu erwartenden Wohlfahrt und Glückseligkeit eines jeden Staats, also nicht vom Zweck, den sich ein jeder derselben zum Gegenstande macht (vom Wollen), als dem obersten (aber empirischen) Prinzip der Staatsweisheit, sondern von dem reinen Begriff der Rechtspflicht (vom Sollen, dessen Prinzip a priori durch reine Vernunft gegeben ist) ausgehen, die physischen Folgen daraus mögen auch sein, welche sie wollen. Die Welt wird keinesweges dadurch untergehen, daß der bösen Menschen weniger wird. — Zum ewigen Frieden. Ein philosophischer Entwurf von Immanuel Kant |
| — Іммануїл Кант, «До вічного миру», 1795 | |

З ним не погоджується визначний російський правознавець В.С. Нерсесянц, принагідно називаючи вислів «улюбленим афоризмом» Канта. На переконання Нерсесянца, Кант обґрунтовує даним висловом загальну ідею рівності між злочином і покаранням, але натомість не можна, скажімо, відплачувати смертю за злочин, не пов'язаний з умисним убивством. Пізніше він додав: «У сучасних умовах, коли загибель світу — вже не повчальний мовний зворот, а цілком реальна можливість… кантівський афоризм можна перефразувати наступним чином: „Якщо справедливість здійсниться, світ не загине“».
Цілком протилежно вислів сприймають правознавець А. К. Соболєва («Чоловік, що сказав „Нехай загине світ, але восторжествує право“, не був філософом, і він був неправий: право потрібно якраз для того, щоб не обвалилося небо і наш світ не загинув») та професор Тюбінгенського університету Отфрід Хьоффе («Прислів'я аж ніяк не захищає негуманний фанатизм справедливості, більш того, воно вимагає, щоб юстиція діяла, не зважаючи на обличчя…»), голова Конституційного суду Росії В. Д. Зорькін («У цьому вислові йдеться… не про будь-який закон, а про правду, справедливість, про право в широкому сенсі. У такій інтерпретації я активно захищаю таке гасло. Тому що світ без юстиції, без справедливості — це тюремна зона, общак, це кримінал»).
Вираз у дещо зміненому вигляді (лат. Fiat justitia, ne pereat mundus — Нехай здійсниться правосуддя, щоб не загинув світ) використовує українське Державне бюро розслідувань як свій слоган.